# William Thomas Blanford
William Thomas Blanford (7 octobre 1832-23 juin 1905) est un géologue et naturaliste britannique.

## Biographie
Blanford naît à Londres. Il étudie dans des écoles privées à Brighton et Paris puis en vue d'adopter une carrière commerciale il passe 2 ans à Civitavecchia.  De retour au Royaume-Uni en 1851 il entre à l'école royale des mines, que son jeune frère, Henry F. Blanford (1834-1893), qui prendra la tête du département de météorologie indienne, a déjà joint. Puis il passe 10 ans à l'école des mines de Freiberg (Saxe) et vers la fin de 1854 lui et son frère obtiennent des postes au levé géologique d'Inde. Il y reste 27 ans jusqu'à sa retraite en 1882.
Il travaille dans diverses parties de l'Inde, à Raniganj, dans les mines de charbon de Bombay et dans celles situées près de Talcher où des blocs erratiques, considérés amenés là par de la glace, sont découverts dans les strates du Talcher. Une découverte qui sera confirmée pas les observations d'autres géologues dans d'autres régions.
Son attention se porte non seulement sur la géologie mais aussi sur la zoologie, plus spécialement sur les mollusques terrestres et les vertébrés. En 1866 il est attaché à l'expédition d'Abyssinie accompagnant l'armée à Mgdala. De 1871 à 1872 il est engagé comme membre de la commission frontalière de Perse. Il utilise toutes les opportunités possibles durant ces voyages pour étudier l'histoire naturelle de ces pays.
Pour ses contributions à la géologie Blanford reçoit la médaille Wollaston en 1883 de la Geological Society of London et pour ses travaux en zoologie et géologie de l'Inde la médaille Royale en 1901. Il est élu membre de la Royal Society en 1874 et président de la Geological Society en 1888.  Il meurt à Londres.

## Liste partielle des publications
- Observations on the Geology and Zoology of Abyssinia
- 1870 : Observations sur la géologie et la zoologie de l'Abyssinie
- Manual of the Geology of India
- 1879 : avec Henry Benedict Medlicott, Manuel de géologie de l'Inde.
- 1889-1898 : avec Eugene William Oates (1845-1911), Fauna of British India (birds)[1] (quatre volumes, Taylor & Francis, Londres).

## Espèces éponymes
- Niverolle de Blanford (Pyrgilauda blanfordi) (Hume, 1876)

## Note
1. ↑  Exemplaire numérique sur Internet Archive : volume 1, volume 2, volume 3 et volume 4.

## Source
- (en) « William Thomas Blanford », dans Encyclopædia Britannica [détail de l’édition], 1911 (lire sur Wikisource).